# Da Geração dos Animais
Da Geração dos Animais (em grego: Περὶ ζῴων γενέσεως; em latim: De Generatione Animalium) é uma das obras biológicas do Corpus Aristotelicum, a coleção de textos tradicionalmente atribuídos a Aristóteles (384 – 322 a.C.). A obra faz um relato da reprodução animal, gestação e hereditariedade.

## Conteúdo
Generation of Animals consiste em cinco livros, que são divididos em vários números de capítulos. A maioria das edições deste trabalho o categoriza com números de Bekker. Em geral, cada livro cobre uma variedade de tópicos relacionados, mas também há uma quantidade significativa de sobreposição no conteúdo dos livros. Por exemplo, embora um dos dois principais tópicos abordados no livro I seja a função do sêmen (ido, esperma), esse relato não é finalizado até a metade do livro II.
Livro I (715a - 731b)
O capítulo 1 começa com Aristóteles afirmando já ter abordado as partes dos animais, referenciando a obra do autor de mesmo nome. Embora este e possivelmente seus outros trabalhos biológicos tenham abordado três das quatro causas pertencentes aos animais, a final, formal e material, a causa eficiente ainda não foi mencionada. Ele argumenta que a causa eficiente, ou “aquilo de onde vem a fonte do movimento” pode ser abordada com uma investigação sobre a geração de animais. Aristóteles então fornece uma visão geral dos processos de reprodução adotados pelos vários gêneros, por exemplo, a maioria ' sangue' os animais se reproduzem por coito de um macho e uma fêmea da mesma espécie, mas os casos variam para animais 'sem sangue'.
Os órgãos reprodutivos de machos e fêmeas também são investigados. Através dos capítulos 2-5, Aristóteles descreve sucessivamente as características reprodutivas gerais comuns a cada sexo, as diferenças nas partes reprodutivas entre os animais de sangue, as causas das diferenças dos testículos em particular e por que alguns animais não têm órgãos reprodutivos externos. Este último fornece exemplos claros da abordagem teleológica de Aristóteles à causalidade, conforme aplicada à biologia. Ele argumenta que o ouriço macho tem seus testículos perto de seu lombo, ao contrário da maioria dos vivíparos, porque devido aos seus espinhos os ouriços acasalam em pé. A forma do ouriço é a de um animal capaz de usar seus espinhos para autodefesa e, portanto, seus órgãos reprodutivos estão situados de forma a complementar isso.
O capítulo 6 descreve por que peixes e serpentes copulam em um curto espaço de tempo, e o capítulo 7 fornece uma explicação de por que as serpentes se entrelaçam durante o coito. Os capítulos 8-11 enfocam os órgãos reprodutivos femininos e, em particular, as diferenças na produção de filhotes vivíparos e ovíparos e os diferentes estados dos ovos produzidos por ovíparos. Isso continua nos capítulos 12 e 13, onde Aristóteles discute as razões pelas quais o útero é interno e os testículos externos, e suas localizações entre várias espécies. Concluindo esta seção sobre as partes reprodutivas dos animais, há uma visão geral dos capítulos 14-16 das faculdades geradoras de crustáceos, cefalópodese insetos. Esta seção contém uma admissão de uma incerteza observacional, com Aristóteles afirmando que as observações de coito de insetos ainda não são detalhadas o suficiente para serem classificadas em tipos.
O restante do Livro I (capítulos 17 – 23) trata de fornecer um relato do sêmen e sua contribuição para o processo generativo. As principais conclusões alcançadas nesta seção são, em primeiro lugar, que o sêmen não é um resíduo corporal, mas “um resíduo de nutrição útil”, porque as emissões corporais produzidas pelas fêmeas durante a cópula não são de caráter nutritivo semelhante, o sêmen deve ser a causa eficiente da prole.
Livro II (731b – 749a)

Os capítulos 1-3 do Livro II continuam a discussão sobre o sêmen a partir do final do Livro I. Como resultado do questionamento de maneiras potenciais pelas quais as partes específicas dos animais podem vir a ser formadas, como o sêmen contendo pequenas versões dos órgãos corporais, antes de estabelecer a ideia de que o sêmen contribui com o potencial (dunamis) para que as partes venham a existir como são. Esta é a base para a transmissão da alma ao substrato material presente no ovo, pois o próprio resíduo reprodutivo feminino não contém nenhum princípio ativo para o movimento necessário para formar um embrião.. A concepção aristotélica da alma não deve ser confundida com aquela que considera a alma uma substância não física separada do corpo. Em vez disso, compreende a capacidade de realizar alguma função, o que, no caso do desenvolvimento corporal, significa a capacidade dos órgãos de desempenhar suas funções corporais. O estudioso Devin Henry descreve a visão de Aristóteles da seguinte forma:
"As almas aristotélicas não são os tipos de coisas que são capazes de serem implantadas em órgãos corporais de fora (exceto talvez a alma intelectual). A alma não é um ingrediente extra adicionado ao órgão além de sua estrutura. órgão construído, ele imediatamente possui a função anímica correspondente em virtude de sua estrutura”.
A capacidade geradora do sêmen em transmitir a alma é o seu calor, sendo o próprio sêmen “um composto de respiração e água”. É o componente da respiração (pneuma) que molda o material fornecido pela mulher na forma correta.
A mecânica do desenvolvimento do embrião ocupa grande parte dos capítulos 4 a 7, com Aristóteles abordando primeiro os diferentes estágios de desenvolvimento nos quais vivíparas e ovíparas expulsam seus filhotes. No capítulo 5, a teoria da transmissão da alma é ligeiramente corrigida, pois as observações dos ovos do vento mostram que a fêmea, sem ajuda, é capaz de transmitir o aspecto nutritivo da alma, que Aristóteles afirma ser sua porção mais baixa. O capítulo 6 aborda a ordem em que as partes de um embrião surgem, e no capítulo 7 Aristóteles argumenta que, ao contrário do que Demócrito aparentemente pensava, que “as crianças são nutridas no útero sugando algum pedaço de carne”, e na realidade vivíparas não nascidas são nutridas pelo cordão umbilical. O capítulo 8 discute o cruzamento de espécies e a esterilidade das mulas.
Livro III (749a – 763b)
O Livro III cobre o desenvolvimento embrionário não vivíparo. Os primeiros quatro capítulos fornecem uma descrição e explicação dos ovos, enquanto nos capítulos 5-7 Aristóteles responde a outras ideias sobre ovos e algumas dificuldades observacionais em fornecer uma explicação empírica de todos os ovos. Os capítulos finais cobrem o desenvolvimento de animais até então não mencionados.
O capítulo 1 é sobre o assunto de ovos de pássaros, com Aristóteles fornecendo explicações sobre por que pássaros diferentes produzem quantidades diferentes de ovos, por que alguns pássaros produzem ovos de vento e por que os ovos de pássaros às vezes são de duas cores. Seguindo uma explicação sobre a formação dos ovos e como eles fornecem nutrição para o embrião no capítulo 2, no capítulo 3 Aristóteles compara os ovos das aves com os dos peixes. O relato descritivo dos ovos é concluído no capítulo 4, que descreve o crescimento de alguns ovos após terem sido postos.

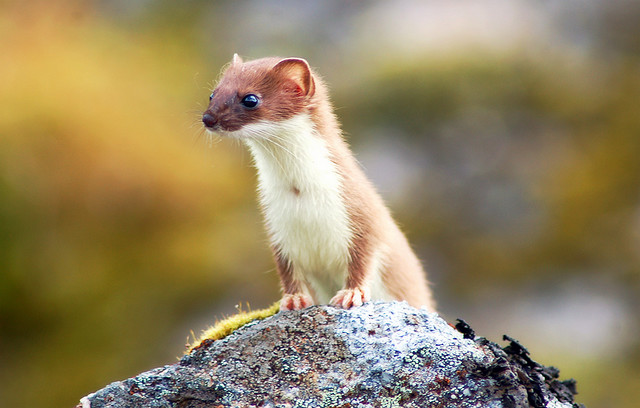
Uma doninha.

Os capítulos 5 e 6 são uma resposta ao que Aristóteles considera serem crenças falsas de outros cientistas sobre o processo de procriação. Por exemplo, Anaxágoras aparentemente sustentava que as doninhas dão à luz de suas bocas porque “os filhotes da doninha são muito pequenos como os dos outros fissípedes, dos quais falaremos mais tarde, e porque muitas vezes carregam os filhotes em suas bocas. Aristóteles afirma, em vez disso, que as doninhas têm os mesmos úteros que outros quadrúpedes, e não há nada que conecte o útero à boca, então tal afirmação como a de Anaxágoras deve ser infundada.
Os capítulos 7 a 10 cobrem os processos geradores de seláquios, cefalópodes, crustáceos, insetos e abelhas, em ordem sucessiva. O Capítulo 11 diz respeito à geração de testáceos, que dizem gerar espontaneamente. Embora seja possível para alguns dos Testacea, como mexilhões, emitir um lodo líquido que pode formar outros do mesmo tipo, eles também são formados “em conexão com a putrefação e mistura de água da chuva”.
Livro IV (763b – 778a)

O Livro IV é principalmente sobre o tema da herança biológica. Aristóteles está preocupado tanto com as semelhanças entre a prole e os pais quanto com as diferenças que podem surgir dentro de uma espécie particular como resultado do processo generativo. O Capítulo 1 é um relato da origem dos sexos. Aristóteles considera os sexos como “os primeiros princípios de todos os seres vivos”. Diante disso, o sexo de um embrião é determinado inteiramente pela potência do sêmen fertilizante, que contém o princípio masculino. Se este sêmen carece de calor para moldar o material presente na fêmea, então o princípio masculino não pode prevalecer e, portanto, seu princípio oposto deve prevalecer. No capítulo dois, Aristóteles fornece evidências observacionais para isso, incluindo o seguinte:
"Novamente, mais machos nascem se a cópula ocorre quando os ventos do norte sopram do sul; pois os corpos dos animais são mais líquidos quando o vento está no sul, de modo que produzem mais resíduos - e mais resíduos são mais difíceis de preparar; portanto, o sêmen dos homens é mais líquido, assim como a descarga dos fluidos menstruais nas mulheres”.
No capítulo 3, Aristóteles fornece os elementos primários de sua teoria de herança e semelhanças. Utilizando o relato da função do sêmen do Livro II, Aristóteles descreve como o movimento do sêmen sobre o material protoembrionário dá origem a traços particulares herdados dos ancestrais. O sêmen contém o princípio masculino geral e contém, além disso, o do homem particular cujo sêmen é, de modo que Sócrates' o sêmen conterá suas características genéticas particulares. Ao moldar o material, o sêmen confere, ou não, características genéticas da mesma forma que a determinação do sexo, onde uma semelhança com o pai será transmitida ao material se o sêmen tiver uma temperatura adequada, desde que o princípio masculino estabeleceu o sexo como masculino. Se, em vez disso, o princípio masculino fosse quente o suficiente para ser comunicado, mas não o do homem em particular, Sócrates, não, então o movimento pode apresentar uma semelhança com a mãe ou pode recair no do pai do pai ou de algum outro. outro ancestral não imediato.

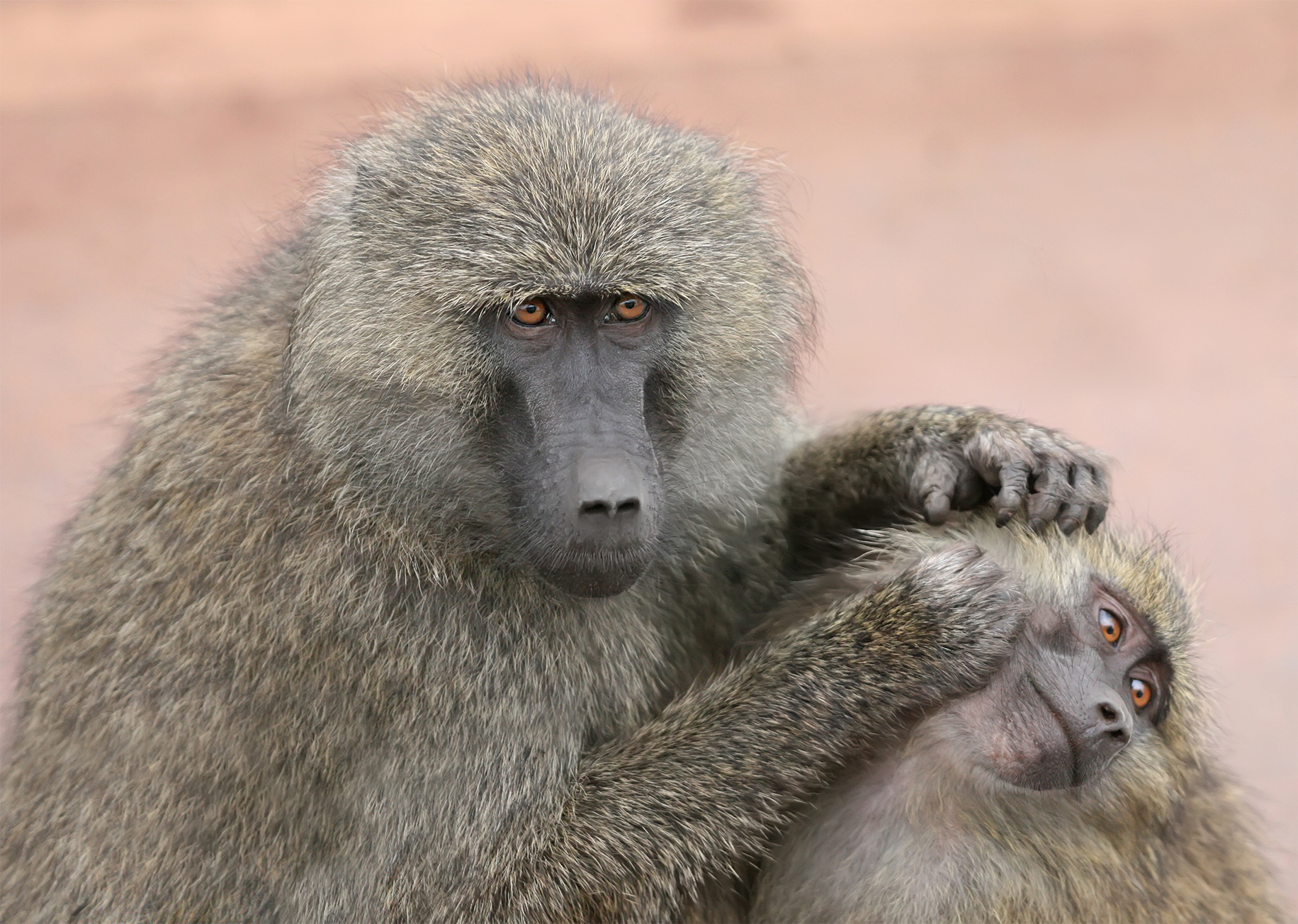
Um babuíno verde-oliva penteando o cabelo de outro.

O Capítulo 4 desenvolve essa teoria para os casos de deformidades e por que diferentes animais produzem diferentes quantidades de descendentes. O primeiro é devido ao material reprodutivo malformado presente na fêmea, e para o segundo são relações particulares do tamanho do animal, a umidade dos materiais reprodutivos e o calor do sêmen. O Capítulo 5 apresenta as causas da superfetação, que é a separação inadequada de múltiplos filhotes durante a gestação. Os capítulos 6 e 7 enfocam as causas de outros defeitos congênitos e por que os homens são supostamente mais propensos a sofrer de defeitos. Os capítulos 8-10 dizem respeito à produção de leite, por que os animais nascem primeiro de cabeça e sobre a duração da gestação ser proporcional à duração da vida, respectivamente.
Livro V (778a – 789b)
Aristóteles considera o Livro V uma investigação das “qualidades pelas quais as partes dos animais diferem”. Os assuntos abordados neste livro são uma gama variada de partes de animais, como a cor dos olhos (capítulo 1), os pelos do corpo (capítulo 3) e o tom da voz (capítulo 7). A aparente falta de um único esquema causal ou assunto para esses tópicos distintos levou a um desacordo em como este livro se relaciona com o resto da Geração dos Animais. Alguns estudiosos consideram o Livro apenas para se preocupar apenas com causas materiaisde diferenças intra-espécies que surgem mais tarde no desenvolvimento, em contraste com o uso sistemático de teleologia nos livros anteriores. Outros sugeriram que o Livro V utiliza causalidade além do material em uma extensão considerável.